# مملسهوفن
مملسهوفن (به فرانسوی: Memmelshoffen) یک کمون در فرانسه با جمعیت ۳۲۷ نفر است که در Canton of Soultz-sous-Forêts واقع شده‌است.